# Леди Гамильтон (фильм)
«Леди Гамильтон» (англ. That Hamilton Woman) — чёрно-белый художественный фильм режиссёра Александра Корда 1941 года.
Фильм имел  финансовый успех, и хотя, на первый взгляд сюжет является одновременно военной историей и романом, он также должен был стать намеренно про-британским фильмом, который положительно изобразит Британию в контексте Второй мировой войны.

## Сюжет
Кале, Франция. Холодным вечером в одной из лавок за кражу бутылки вина арестована плохо одетая женщина. В тюремной камере она рассказывает о своей жизни и трагической любви. Это была печальная исповедь знаменитой Леди Гамильтон.
Эта история началась в теплом Неаполе. Юная Эмма Харт (Вивьен Ли) знакомится с послом Британии сэром Уильямом Гамильтоном (Элан Маубрэй) и вскоре выходит за него замуж. Брак по расчету не смущает ни знатного немолодого аристократа, ни юную красавицу. Их спокойному сосуществованию приходит конец, когда на одном из светских приемов Эмма знакомится с адмиралом лордом Нельсоном (Лоуренс Оливье).
Страстное чувство, овладевшее ими, было так сильно, что, несмотря на разговоры и осуждения высшего света, они стали жить как муж и жена. Оставаясь формально в браке, супруги обоих сочли за благо просто не замечать происходящего. Счастье Эммы было недолгим, и после трагической гибели Нельсона в битве при Трафальгаре жизнь для неё потеряла всякий смысл.
Эмма Гамильтон умерла от цирроза печени вследствие алкоголизма 15 января 1815 года в Кале, где она скрывалась от своих кредиторов. Несмотря на молчание официального Лондона, на её похороны пришли все капитаны и офицеры стоявших в Кале английских кораблей, надев парадные мундиры.

## В ролях
- Эмма, леди Гамильтон — Вивьен Ли
- Адмирал Горацио Нельсон — Лоуренс Оливье
- Сэр Уильям Гамильтон — Алан Маубрэй
- Леди Френсис Нельсон — Глэдис Купер
- Капитан Траубридж — Гай Кингфорд
- Миссис Кадогон-Лайен — Сара Эллгуд
- Капитан Харди — Генри Вилкоксон
- Уличная девица — Хэзер Эйнджел
- Король Неаполя — Луис Альберни
- Королева Неаполя — Норма Друри Болеславски
- Преподобный Эдмунд Нельсон — Холливелл Гоббс
- Лорд Спенсер — Гилберт Эмери
- Лорд Кейт — Майлз Мэндер
- Министр корабельного дела — Алек Крейг
- Иосиа — Рональд Синклер
- Гэвин — Олаф Хиттен
- Леди Спенсер — Джульетта Комптон

## Премьеры
- — 3 апреля 1941 года состоялась мировая премьера фильма в Нью-Йорке, США[3].
- — 16 июля 1941 года премьера фильма прошла в Уругвае[3].
- — 2 августа 1941 года — премьера в Лондоне (Великобритания)[3].
- — по инициативе премьер-министра Великобритании Уинстона Черчилля фильм был подарен продюсером Александром Корда для демонстрации в Советском Союзе в знак признательности за его вклад в борьбу с нацизмом в бессрочное пользование[комм. 1] и демонстрировался в советском прокате с 23 марта 1943 года[4].
- — 31 января 1947 года премьера фильма прошла в Италии[4].
- — 26 июня 1952 года премьера фильма прошла в Японии[4].
- — 26 марта 1956 года повторно вышел в прокат[4]
- — в 1972 году кинолента прошла восстановление[4] и была выпущена на экраны в третий раз 31 июля 1972 года[4].

## Оценки

### Критика
Босли Краузер в своем обзоре картины для «Нью-Йорк Таймс» писал, что фильм — «просто рассказ об известной любовной связи, с глубоким сочувствием рассказывающий об историческом отрезки времени. Возможно, если бы всё это было сжато и придумано с меньшим проявлением благоговения, эффект был бы более захватывающим, и история любви имела бы больше остроты». О звёздах фильма Краузер сказал: «Вивьен Ли, как леди Гамильтон, восхитительна. Всё очарование, изящество и дух, которыми обладает мисс Ли, прекрасно используются для того, чтобы запечатлеть тонкое волшебство, которое Эмма наверняка сотворила. Нельсон в исполнении Лоуренса Оливье более понятен и, очевидно, придуман, его внешность очень впечатляет».
На сайте Rotten Tomatoes фильм имеет рейтинг 100%, на основании 11 рецензий критиков, со средним баллом 7,3 из 10.

### Касса
Картина была пятым по популярности фильмом в британском прокате 1941 года.
Фильм заработал более 1 миллиона долларов в США и Канаде, (выпуск 1941 года). И 119 305 фунтов стерлингов в Великобритании (переиздание 1948 г.).

## Премии и награды
Оскар, 1942 год
Победитель (1)
- Лучший звук

Номинации (3)
- Лучшая работа оператора (ч/б фильмы)
Лучшая работа художника (ч/б фильмы) (Винсент Корда)
Лучшие спецэффекты

## Комментарии
1. ↑  О бессрочности прав опубликовано: «Аннотированный каталог фильмов действующего фонда: Художественные фильмы», М.: «Искусство»-1963, С. 153.